# Lista dyskusyjna
Lista dyskusyjna – forma internetowej grupy dyskusyjnej polegającej na automatycznym rozsyłaniu e-maili przysyłanych na adres listy do osób, które zdecydowały się na zapisanie do takiej listy.
Tego rodzaju listy są najstarszą formą funkcjonowania grup dyskusyjnych w internecie i powstały one niemal równocześnie z samym internetem. Listy dyskusyjne pozwalają prowadzić dyskusję na określony temat wielu osobom jednocześnie przy wykorzystaniu poczty elektronicznej.
Sama idea listy dyskusyjnej jest bardzo prosta. Aby prowadzić dyskusję na wybrany temat wystarczy posiadać konto poczty elektronicznej i jakikolwiek program (klient) pocztowy, oraz zapisać się do danej listy.
E-mailowe listy dyskusyjne są zazwyczaj obsługiwane przez specjalny serwer. Lista jako całość posiada swój własny adres e-mail. Po wysłaniu e-maila na ten adres serwer automatycznie rozsyła jego kopie do wszystkich osób, które zdecydowały zapisać się na daną listę.
Zapisywanie się do grupy polega zazwyczaj na wysłaniu e-maila na specjalny adres (zwykle listproc@..., listman@.., listserv@...) do serwera grup ze specjalną komendą (zazwyczaj jest to SUBSCRIBE adres@email).
W odpowiedzi dostaje się e-mail z prośbą o potwierdzenie chęci subskrybowania danej grupy i od tej pory dostaje się wszystkie e-maile nadchodzące na adres danej grupy do swojej skrzynki pocztowej.
Zapisywanie się do wielu publicznych grup mailowych jest też zazwyczaj możliwe przez specjalne strony WWW. Serwery e-mailowych grup dyskusyjnych posiadają też zazwyczaj możliwość archiwizowania wszystkich maili oraz pobierania listy subskrybentów.
Wiele tego typu list jest moderowanych (cenzurowanych), tzn. zanim dany e-mail zostanie rozesłany do subskrybentów, jest wcześniej czytany przez specjalnie wyznaczoną do tego osobę, która decyduje o rozesłaniu bądź nie danego e-maila. Odrzucane są zazwyczaj takie e-maile, które nie mają nic wspólnego z tematyką danej listy lub łamią netykietę.
Lista dyskusyjna ma swojego administratora, który jest odpowiedzialny za funkcjonowanie listy i ma szerokie uprawnienia. Administrator może wyznaczać moderatorów, wypisywać adresy email z listy, blokować możliwość zapisania się na listę i zmieniać parametry listy.
Lista dyskusyjna może być otwarta (ang. open list), każdy może się do niej zapisać. Lista dyskusyjna może być też zamknięta (ang. closed list), wtedy zapisanie się do niej jest zależne od decyzji administratora listy.
Publicznie dostępne listy przeżywają obecnie regres, w związku z rozpowszechnieniem się dostępu do Usenetu oraz forów dyskusyjnych dostępnych bezpośrednio przez strony WWW.
Wciąż jednak istnieje dużo grup dyskusyjnych tworzonych dla specyficznych celów, które często grupują ludzi szukających miejsc do spokojniejszej i kulturalniejszej wymiany poglądów niż jest to możliwe w publicznie dostępnych grupach usenetowych czy forach na stronach WWW.